# Roger Delizée
 (mai 2020).
Si vous disposez d'ouvrages ou d'articles de référence ou si vous connaissez des sites web de qualité traitant du thème abordé ici, merci de compléter l'article en donnant les références utiles à sa vérifiabilité et en les liant à la section « Notes et références ».
Roger G. Delizée, né le 1er mars 1935 à Oignies-en-Thiérache et mort le 11 mars 1998 à Viroinval, est un homme politique belge wallon, membre du PS. Il est le père de Jean-Marc Delizée.
Il fut professeur en langues germaniques et bibliothécaire.

## Carrière politique
- 1987-1995 : Député belge du 17 avril 1977 au 10 juin 1993.
  - Questeur de la Chambre.
  - Ancien Premier Vice-Président du Conseil régional wallon.
  - Ancien Vice-Président et ancien secrétaire du Conseil régional wallon.
- Ancien bourgmestre de Oignies et de Viroinval.
- Ancien échevin de Viroinval.
- Conseiller communal de Viroinval.
- 1988-1992 : Secrétaire d'État à la Santé publique et à la Politique des Handicapés.

## Distinctions
- Chevalier de l'Ordre de Léopold
- Médaille civique de 1re classe